# Caradrina
Caradrina é um gênero de traça pertencente à família Arctiidae.